# Phyllophaga vestita
Phyllophaga vestita är en skalbaggsart som beskrevs av Moser 1918. Phyllophaga vestita ingår i släktet Phyllophaga och familjen Melolonthidae. Inga underarter finns listade i Catalogue of Life.